# Alderney
Alderney (in francese Aurigny) è una delle Isole del Canale. Fa parte del baliato di Guernsey. È lunga 5 km e larga 3 km, la terza per dimensioni tra le isole del canale.
Alderney ha una popolazione di 2 400 abitanti. L'unica parrocchia dell'isola è quella di sant'Anna.

## Onomaturgia
Le Isole del Canale, note anche come Isole Normanne, venivano chiamate dai celti Ins Lenur, e in quest'epoca storica quest'isola era nota come Riduna. L'isola oggigiorno è chiamata dagli inglesi Alderney, mentre i francesi la chiamano Aurigny; e secondo alcuni autori tali nomi dovrebbero essere un'evoluzione dell'antico nome Riduna, usato anche in periodo romano. Ma in realtà al giorno d'oggi è scomparsa la certezza della derivazione del nome; probabilmente è una corruzione di un termine normanno: forse da Adreni o Alrene, che dovrebbero significare "isola vicino alla costa"; oppure da una combinazione di termini, sempre norreni, come alda (onda), renna (forte corrente) e oy o ey (isola).

## Storia

Bandiera di Alderney.

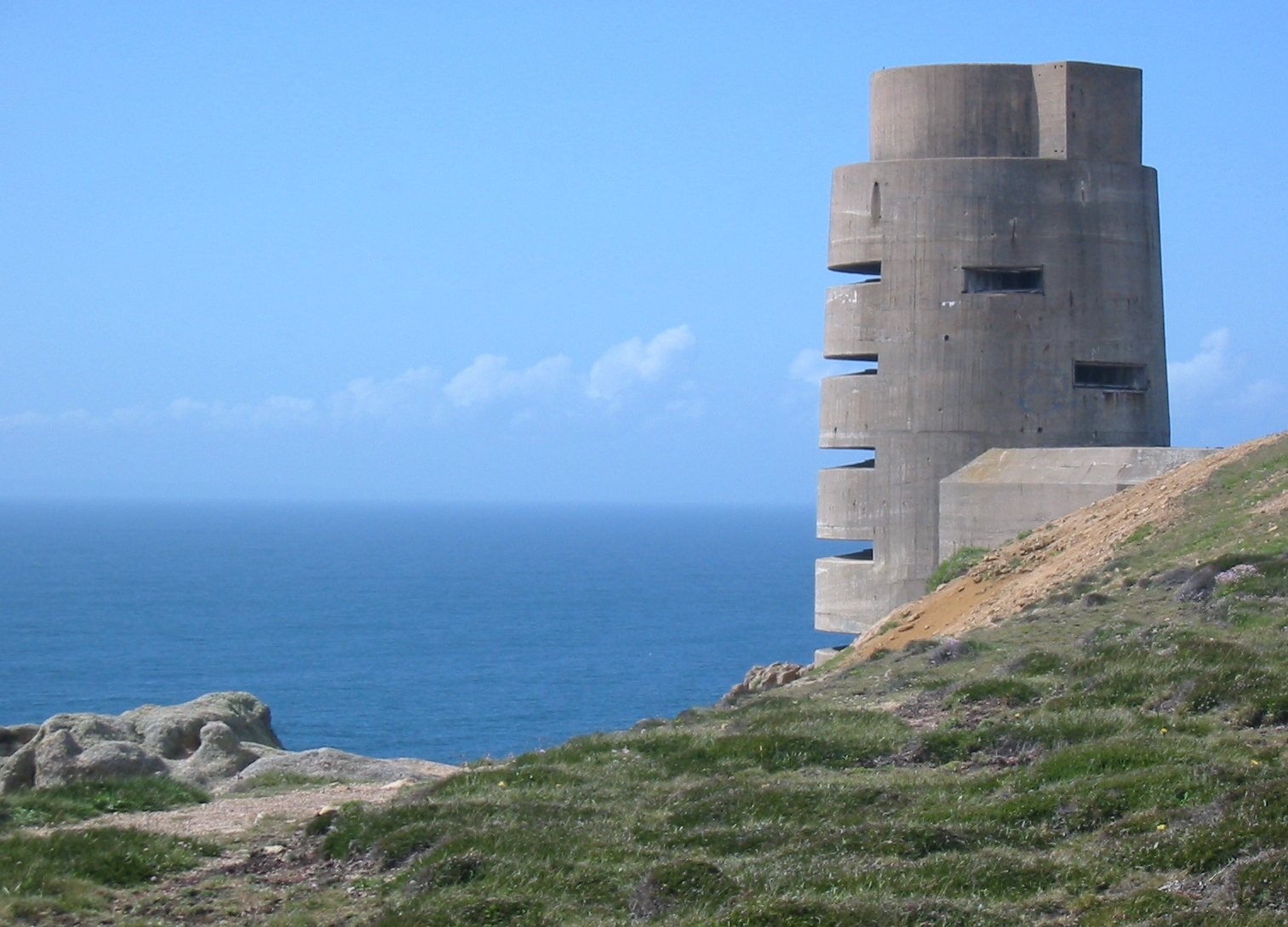
Una parte del Vallo Atlantico costruito tra il 1940 e il 1945 dalle forze tedesche dell'Organizzazione Todt che occuparono l'isola durante la seconda guerra mondiale

Come il resto delle isole del canale, Aldenery fu annessa al Ducato di Normandia nel 933. Nel 1042 il Duca William assegnò l'isola all'abbazia di Mont-Saint-Michel. Nel 1057 il Bishop (carica assimilabile a quella di vescovo) di Coutances prese il controllo dell'isola.
Dopo il 1204, quando la Normandia fu incorporata nel Regno di Francia, Alderney rimase sotto il controllo del sovrano inglese nel suo ruolo di Duca di Normandia.
Enrico VIII cominciò la costruzione di alcune fortificazioni, ma i lavori si interruppero nel 1554. Il castello di Essex mantiene il nome del Conte dell'Essex che prese il controllo dell'isola nel 1591. Prima di venire processato e ucciso per tradimento, il conte affidò l'isola a William Chamberlain e Alderney rimase alla famiglia Chamberlain fino al 1643. Dal 1612 fu apposto un giudice per assistere l'amministrazione dell'isola assieme a dei Giurati. Il ruolo del giudice è simile a quello dei governatori del Guernsey e del Jersey e continuò fino al 1949.
Durante la Guerra dei tre regni, Alderney fu controllata da un presidio parlamentare diretto da Nicholas Ling. I De Carteret acquistarono il diritto di governare l'isola e successivamente lo trasmisero a Edmund Andros, imparentato con la famiglia dei Le Mesurier che successivamente lo ereditarono e lo tennero fino al 1825.
In particolare Henry Le Mesurier fu il primo dei Le Mesurier a ricevere il titolo nel 1729. Successivamente Henry lo vendette al fratello John Le Mesurier nel 1744, contestualmente a diversi passaggi di proprietà nel Guernsey tra i due. Nel 1793 il fratello Peter Le Mesurier gli successe e trasmise il titolo al proprio figlio John Le Mesurier, l'ultimo governatore ereditario, il quale nel 1825 lo cedette al governo britannico in cambio di una pensione di 700 sterline all'anno.
La Regina Vittoria e il Principe Alberto di Sassonia-Coburgo-Gotha visitarono Alderney il 9 agosto 1854. L'Albert Memorial e i resti del Rue Grosnez nella Victoria Street commemorano la visita.
Durante il XX secolo l'isola venne nuovamente alla ribalta in occasione della sua occupazione tedesca delle isole del Canale tra il 1940 e il 1945. Le truppe di occupazione nazista installarono sull'isola due campi di concentramento. Il numero di vittime nelle strutture di lavoro forzato è tuttora oggetto di disputa fra gli storici.
Al largo dell'isola si è registrato, il 21 gennaio 2019, l'inabissamento di un aereo da turismo, partito da Nantes e diretto a Cardiff, con a bordo il calciatore argentino Emiliano Sala.

## Economia
Alderney è annoverata tra i cosiddetti paradisi fiscali. Il sistema fiscale italiano, col Decreto Ministeriale 4 maggio 1999, l'ha inserita tra gli Stati o Territori aventi un regime fiscale privilegiato, la cosiddetta "Lista nera" o blacklist, ponendo quindi limitazioni fiscali ai rapporti economico commerciali che si intrattengono tra le aziende italiane e i soggetti ubicati in tale territorio.
La valuta ufficiale è la sterlina di Alderney.